# 2004 en gymnastique
| Années de la gymnastique : 2001 - 2002 - 2003 - 2004 - 2005 - 2006 - 2007    |
| Décennies de la gymnastique : 1970 - 1980 - 1990 - 2000 - 2010 - 2020 - 2030 |

Les faits marquants de l'année 2004 en gymnastique